# Ville Ritola
Ville Ritola (Peräseinäjoki, Gran Ducat de Finlàndia 1896 - Hèlsinki, Finlàndia 1982) fou un atleta finlandès, un dels més destacats de la dècada del 1920, especialista en curses de fons i guanyador de vuit medalles olímpiques.

## Biografia
Va néixer el 18 de gener de 1896 a la ciutat de Peräseinäjoki, població situada a la província de Finlàndia Occidental, que en aquells moments formava part del Gran Ducat de Finlàndia i que avui dia forma part de Finlàndia.
Va morir el 24 d'abril de 1982 a la ciutat de Hèlsinki, capital de Finlàndia, on s'havia establert l'any 1971.

## Carrera esportiva
Emigrat als Estats Units de ben petit en companyia dels seus germans, començà a entrenar-se amb Hannes Kolehmainen, el qual intentà sense èxit que participés en els Jocs Olímpics d'estiu de 1920 realitzats a Anvers (Bèlgica). Finalment Ritola participà, als 28 anys, en els Jocs Olímpics d'Estiu de 1924 realitzats a París (França), on aconseguí guanyar sis medalles: la medalla d'or en les proves dels 10.000 metres llisos, establint un nou rècord del món amb un temps de 30:23.2; en els 3.000 metres llisos per equips, en els 3.000 metres obstacles i en la prova per equips de cros, així com la medalla de plata en els 5.000 metres llisos i en el cros individual.
En els Jocs Olímpics d'Estiu de 1928 realitzats a Amsterdam (Països Baixos) aconseguí guanyar el títol olímpic dels 5.000 metres llisos i la medalla de plata en els 10.0000 metres llisos. També participà en la prova dels 3.000 metres obstacles, però no la pogué finalitzar.